# Giải thưởng Âm nhạc Mỹ cho Nghệ sĩ của năm
Giải thưởng Âm nhạc Mỹ cho Nghệ sĩ của năm, là giải thưởng danh giá nhất của chương trình, đã được trao tặng kể từ năm 1996. Số năm phản ánh năm mà giải thưởng được trao cho các sản phẩm được phát hành vào năm trước (cho đến năm 2003 trở đi, khi giải thưởng được trao vào tháng 11 cùng năm). Người chiến thắng nhiều nhất mọi thời đại trong hạng mục này là Taylor Swift với 6 lần chiến thắng. Swift cũng là nghệ sĩ được đề cử nhiều nhất với 9 đề cử, là nghệ sĩ đầu tiên từng được đề cử ở hạng mục này trong 4 năm liên tiếp và là nghệ sĩ duy nhất giành giải trong 3 năm liên tiếp.

## Chiến thắng và đề cử

### Thập niên 1990
| Năm                      | Nghệ sĩ                   | Nguồn |
| ------------------------ | ------------------------- | ----- |
| 1996 (lần thứ 23)        | Garth Brooks (đã từ chối) | [ 1 ] |
| 1996 (lần thứ 23)        | TLC (đã chấp nhận)        | [ 1 ] |
| 1996 (lần thứ 23)        | Boyz II Men               | [ 1 ] |
| 1996 (lần thứ 23)        | Green Day                 | [ 1 ] |
| 1996 (lần thứ 23)        | Hootie & the Blowfish     | [ 1 ] |
| 1997 – 98                | —                         | —     |
| 1999 (lần thứ 26)        |                           |       |
| Garth Brooks             | [ 2 ]                     |       |
| Celine Dion (hạng 2)     | [ 2 ]                     |       |
| Shania Twain (hạng 3)    | [ 2 ]                     |       |
| Backstreet Boys (hạng 4) | [ 2 ]                     |       |
| Metallica (hạng 5)       | [ 2 ]                     |       |

### Thập niên 2000
| Năm                | Nghệ sĩ            | Nguồn |
| ------------------ | ------------------ | ----- |
| 2000               | —                  | —     |
| 2001 (lần thứ 28)  | NSYNC              | [ 3 ] |
| 2001 (lần thứ 28)  | Britney Spears     | [ 3 ] |
| 2001 (lần thứ 28)  | Creed              | [ 3 ] |
| 2001 (lần thứ 28)  | Destiny's Child    | [ 3 ] |
| 2001 (lần thứ 28)  | Eminem             | [ 3 ] |
| 2001 (lần thứ 28)  | Faith Hill         | [ 3 ] |
| 2002 (lần thứ 29)  | U2                 | [ 4 ] |
| 2002 (lần thứ 29)  | Destiny's Child    | [ 4 ] |
| 2002 (lần thứ 29)  | Janet Jackson      | [ 4 ] |
| 2002 (lần thứ 29)  | Alicia Keys        | [ 4 ] |
| 2002 (lần thứ 29)  | Tim McGraw         | [ 4 ] |
| 2002 (lần thứ 29)  | Shaggy             | [ 4 ] |
| 2003               | —                  | —     |
| 2003 (lần thứ 31)  | Madonna            | [ 5 ] |
| 2003 (lần thứ 31)  | Christina Aguilera | [ 5 ] |
| 2003 (lần thứ 31)  | Cher               | [ 5 ] |
| 2003 (lần thứ 31)  | Justin Timberlake  | [ 5 ] |
| 2003 (lần thứ 31)  | Shania Twain       | [ 5 ] |
| 2004 (lần thứ 32)  |                    | [ 5 ] |
| Kenny Chesney      | [ 6 ]              |       |
| Evanescence        | [ 6 ]              |       |
| Norah Jones        | [ 6 ]              |       |
| Outkast            | [ 6 ]              |       |
| Usher              | [ 6 ]              |       |
| 2005 (lần thứ 33)  | [ 6 ]              |       |
| Kelly Clarkson     | [ 7 ]              |       |
| 50 Cent            | [ 7 ]              |       |
| Mariah Carey       | [ 7 ]              |       |
| Green Day          | [ 7 ]              |       |
| Toby Keith         | [ 7 ]              |       |
| Gwen Stefani       | [ 7 ]              |       |
| 2006 (lần thứ 34)  | [ 7 ]              |       |
| Rascal Flatts      | [ 8 ]              |       |
| Beyoncé            | [ 8 ]              |       |
| Mary J. Blige      | [ 8 ]              |       |
| Daniel Powter      | [ 8 ]              |       |
| The Pussycat Dolls | [ 8 ]              |       |
| 2007 (lần thứ 35)  | [ 8 ]              |       |
| Carrie Underwood   | [ 9 ]              |       |
| Akon               | [ 9 ]              |       |
| Daughtry           | [ 9 ]              |       |
| Fergie             | [ 9 ]              |       |
| Norah Jones        | [ 9 ]              |       |
| 2008 (lần thứ 36)  | [ 9 ]              |       |
| Chris Brown        | [ 10 ]             |       |
| Coldplay           | [ 10 ]             |       |
| Eagles             | [ 10 ]             |       |
| Alicia Keys        | [ 10 ]             |       |
| Lil Wayne          | [ 10 ]             |       |
| 2009 (lần thứ 37)  | [ 10 ]             |       |
| Taylor Swift       | [ 11 ]             |       |
| Eminem             | [ 11 ]             |       |
| Michael Jackson    | [ 11 ]             |       |
| Kings of Leon      | [ 11 ]             |       |
| Lady Gaga          | [ 11 ]             |       |

### Thập niên 2010
| Năm                     | Nghệ sĩ       | Nguồn  |
| ----------------------- | ------------- | ------ |
| 2010 (lần thứ 38)       | Justin Bieber | [ 12 ] |
| 2010 (lần thứ 38)       | Eminem        | [ 12 ] |
| 2010 (lần thứ 38)       | Kesha         | [ 12 ] |
| 2010 (lần thứ 38)       | Lady Gaga     | [ 12 ] |
| 2010 (lần thứ 38)       | Katy Perry    | [ 12 ] |
| 2011 (lần thứ 39)       |               | [ 12 ] |
| Taylor Swift            | [ 13 ]        |        |
| Adele                   | [ 13 ]        |        |
| Lady Gaga               | [ 13 ]        |        |
| Lil Wayne               | [ 13 ]        |        |
| Katy Perry              | [ 13 ]        |        |
| 2012 (lần thứ 40)       | [ 13 ]        |        |
| Justin Bieber           | [ 14 ]        |        |
| Drake                   | [ 14 ]        |        |
| Maroon 5                | [ 14 ]        |        |
| Katy Perry              | [ 14 ]        |        |
| Rihanna                 | [ 14 ]        |        |
| 2013 (lần thứ 41)       | [ 14 ]        |        |
| Taylor Swift            | [ 15 ]        |        |
| Macklemore & Ryan Lewis | [ 15 ]        |        |
| Bruno Mars              | [ 15 ]        |        |
| Rihanna                 | [ 15 ]        |        |
| Justin Timberlake       | [ 15 ]        |        |
| 2014 (lần thứ 42)       | [ 15 ]        |        |
| One Direction           | [ 16 ]        |        |
| Iggy Azalea             | [ 16 ]        |        |
| Beyoncé                 | [ 16 ]        |        |
| Luke Bryan              | [ 16 ]        |        |
| Katy Perry              | [ 16 ]        |        |
| 2015 (lần thứ 43)       | [ 16 ]        |        |
| One Direction           | [ 17 ]        |        |
| Luke Bryan              | [ 17 ]        |        |
| Ariana Grande           | [ 17 ]        |        |
| Nicki Minaj             | [ 17 ]        |        |
| Taylor Swift            | [ 17 ]        |        |
| 2016 (lần thứ 44)       | [ 17 ]        |        |
| Ariana Grande           | [ 18 ]        |        |
| Justin Bieber           | [ 18 ]        |        |
| Selena Gomez            | [ 18 ]        |        |
| Rihanna                 | [ 18 ]        |        |
| Carrie Underwood        | [ 18 ]        |        |
| 2017 (lần thứ 45)       | [ 18 ]        |        |
| Bruno Mars              | [ 19 ]        |        |
| The Chainsmokers        | [ 19 ]        |        |
| Drake                   | [ 19 ]        |        |
| Kendrick Lamar          | [ 19 ]        |        |
| Ed Sheeran              | [ 19 ]        |        |
| 2018 (lần thứ 46)       | [ 19 ]        |        |
| Taylor Swift            | [ 20 ]        |        |
| Drake                   | [ 20 ]        |        |
| Ed Sheeran              | [ 20 ]        |        |
| Imagine Dragons         | [ 20 ]        |        |
| Post Malone             | [ 20 ]        |        |
| 2019 (lần thứ 47)       | Taylor Swift  | [ 21 ] |
| 2019 (lần thứ 47)       | Ariana Grande | [ 21 ] |
| 2019 (lần thứ 47)       | Drake         | [ 21 ] |
| 2019 (lần thứ 47)       | Halsey        | [ 21 ] |
| 2019 (lần thứ 47)       | Post Malone   | [ 21 ] |

### Thập niên 2020
| Năm               | Nghệ sĩ        | Nguồn  |
| ----------------- | -------------- | ------ |
| 2020 (lần thứ 48) | Taylor Swift   | [ 22 ] |
| 2020 (lần thứ 48) | Justin Bieber  | [ 22 ] |
| 2020 (lần thứ 48) | Post Malone    | [ 22 ] |
| 2020 (lần thứ 48) | Roddy Ricch    | [ 22 ] |
| 2020 (lần thứ 48) | The Weeknd     | [ 22 ] |
| 2021 (lần thứ 49) | BTS            | [ 23 ] |
| 2021 (lần thứ 49) | Ariana Grande  | [ 23 ] |
| 2021 (lần thứ 49) | Drake          | [ 23 ] |
| 2021 (lần thứ 49) | Olivia Rodrigo | [ 23 ] |
| 2021 (lần thứ 49) | Taylor Swift   | [ 23 ] |
| 2021 (lần thứ 49) | The Weeknd     | [ 23 ] |

## Nhiều chiến thắng nhất
| STT | Nghệ sĩ       | Chiến thắng | Năm                                  |
| --- | ------------- | ----------- | ------------------------------------ |
| 1   | Taylor Swift  | 6           | 2009, 2011, 2013, 2018, 2019 và 2020 |
| 2   | Justin Bieber | 2           | 2010 and 2012                        |
| 2   | One Direction | 2           | 2014 and 2015                        |

## Nhiều đề cử nhất
| 8 đề cử - Taylor Swift 5 đề cử - Drake 4 đề cử - Katy Perry - Justin Bieber - Ariana Grande 3 đề cử - Ed Sheeran - Eminem - Lady Gaga - Rihanna - Post Malone | 2 đề cử - Alicia Keys - Beyoncé - Bruno Mars - Carrie Underwood - Green Day - Imagine Dragons - Justin Timberlake - Lil Wayne - Luke Bryan - Norah Jones - One Direction - The Weeknd |